# سذاب
السَّذَابُ أو الفَيْجَنُ أو الحَزاء أو الفَيْجَلُ أو الخُفْتُ أو الشذاب أو الخُطْفَةُ هو جنس يتبع الفصيلة السذابية. يضم من 8-40 نوعاً (حسب التقاسيم المختلفة).

## فوائد السذاب
يستخدم تحت اشراف المختصين لأمراض الدم، معرق، ضد التشنج، ضد القيء، طارد للغازات، طارد الديدان، طارد للهواء، مطمث ومجهض. فالسذاب نبات عشبي معمر يتراوح طوله بين 50-100 سم له ساق متخشب وأفرع تحمل أوراقاً كثة ذات لون اخضر يميل إلى الازرقاق، والأوراق مركبة وتحمل الأفرع في نهايتها مجاميع من الأزهار ذات اللون الأصفر والثمرة كبسولة.

## موطنة الأصلي
البلقان وإيطاليا وجنوب فرنسا وإسبانيا وجنوب الألب وتزرع حالياً في أغلب بلاد العالم.

## من أنواعه
- السذاب الجبلي (باللاتينية: Ruta montana)
- السذاب الحلبي (باللاتينية: Ruta chalepensis)
- السذاب الرقيق (باللاتينية: Ruta bracteosa)
- السذاب شديد الرائحة (باللاتينية: Ruta graveolens)
- السذاب كتاني الأوراق (باللاتينية: Ruta linifolia)
- السذاب الكورسيكي (باللاتينية: Ruta corsica)
- السذاب المصري أو السذاب رفيع الأوراق (باللاتينية: Ruta angustifolia)
- الإيتانة أو السذاب الأصفر (باللاتينية: ETANA Ruta)